# COC Ribeirão Preto
Le COC Ribeirão Preto est un club brésilien de basket-ball évoluant en ? division du championnat brésilien. Le club est basé dans la ville de Ribeirão Preto.

## Palmarès
International
- Finaliste de la Liga Sudamericana : 2006

National
- Champion du Brésil : 2003